# Tapas (film)
Pour les articles homonymes, voir Tapas.
Pour plus de détails, voir Fiche technique et Distribution.
Tapas est un film espagnol réalisé par José Corbacho et Juan Cruz, sorti en 2005.

## Synopsis
Les destins croisés d'habitants de Barcelone autour d'un bar à tapas : un couple composé d'une femme et d'un jeune homme, une dame âgée qui deale de la drogue et s'occupe de son mari en phase terminale, le propriétaire du bar et sa femme dont il est séparé ainsi que deux immigrants chinois.

## Fiche technique
- Titre : Tapas
- Réalisation : José Corbacho et Juan Cruz
- Scénario : José Corbacho et Juan Cruz
- Musique : Pablo Sala
- Photographie : Guillermo Granillo
- Montage : David Gallart
- Production : Julio Fernández
- Société de production : Castelao Producciones, El Terrat, Filmax, MR Films, Moro Films, Televisió de Catalunya, Televisión Española et Tusitala Producciones Cinematográficas
- Pays :  Espagne,  Argentine et  Mexique
- Genre : Comédie dramatique
- Durée : 94 minutes
- Date de sortie : 
  - Espagne : 13 mai 2005

## Distribution
- Ángel de Andrés López : Lolo
- María Galiana : Conchi
- Elvira Mínguez : Raquel
- Rubén Ochandiano : César
- Alberto de Mendoza : Mariano
- Darío Paso : Opo
- Alberto Jo Lee : Mao
- Amparo Moreno : Rosalía
- Blanca Apilánez : Carmen
- Anna Barrachina : Águeda
- Pilar Arcas : Luz

## Distinctions
Le film a été nommé pour deux prix Goya qu'il a remporté : prix Goya de la meilleure actrice dans un second rôle pour Elvira Mínguez et prix Goya du meilleur nouveau réalisateur.